# Мильовий камінь

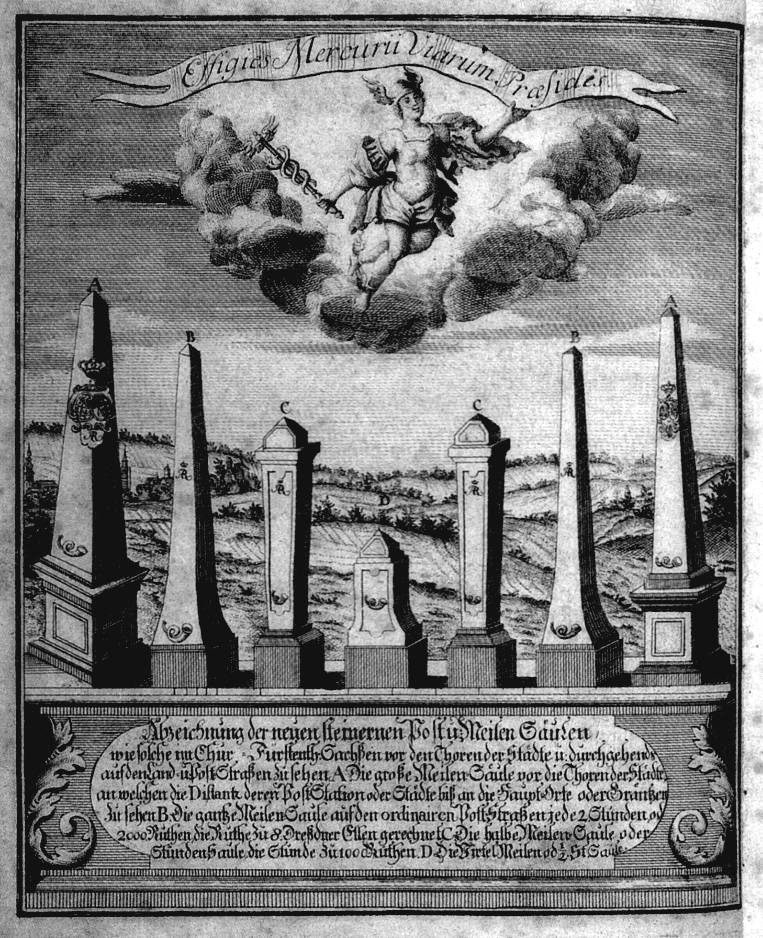
Види поштових мильових колон Саксонії (XVIII століття)

Мильовий камінь — придорожній камінь, іноді у вигляді стовпа чи колони, на якому позначено відстань у милях до певного міста, іншого населеного пункту чи дорожнього перехрестя. Протягом історії в різних країнах їх встановлювали уздовж доріг, зазвичай через кожну милю.
Термін «мильовий камінь» застосовується не тільки до каменів відліку власне миль, а охоплює кам'яні покажчики всіх дометричних мір відстані. Крім того, у багатьох мовах цей термін (англ. milestone, нім. Meilenstein, чеськ. milník) вживають у переносному значенні для позначення нового етапу або поворотного моменту в чомусь (пор. з укр. віха).
Протягом тисячоліть камені відліку відстані були частиною основного устаткування багатьох типів доріг. Вперше вони з'явилися в Європі за часів Римської імперії, де називалися міліаріями та встановлювалися вздовж головних доріг. Спочатку їх встановили вздовж Аппієвої дороги, а згодом і на багатьох інших дорогах. Часто вони не мали позначок географічних назв чи відстані до жодного пункту призначення, а містили лише ім'я імператора, за правління якого була побудована дорога.
У різних країнах мильові камені виникали поодинці. Зокрема, поза Європою відомі індійські кос-мінари та японські ічиридзука. За часів Британської імперії мильові камені поширилися по всьому світу. У Німеччині вони з'явилися у великій кількості в XVIII—XIX століттях і набули значного поширення, особливо завдяки розширенню Пруссії. При цьому їм була притаманна різноманітність форм, розмірів і типів написів. Більшість каменів XVIII століття були поштовими стовпами, які використовувалися поштою для розрахунку поштових тарифів і для подорожей.
Через перехід більшості країн на метричну систему та початок моторизації мильові камені почали втрачати свою актуальність, поступово передавши свою роль знакам відстані. Деякі були знесені при розширенні доріг, стали жертвами зіткнень, або були розбиті кущорізами чи ціпами. Нині мильові камені часто мають статус пам'ятки та перебувають під охороною.

## Галерея

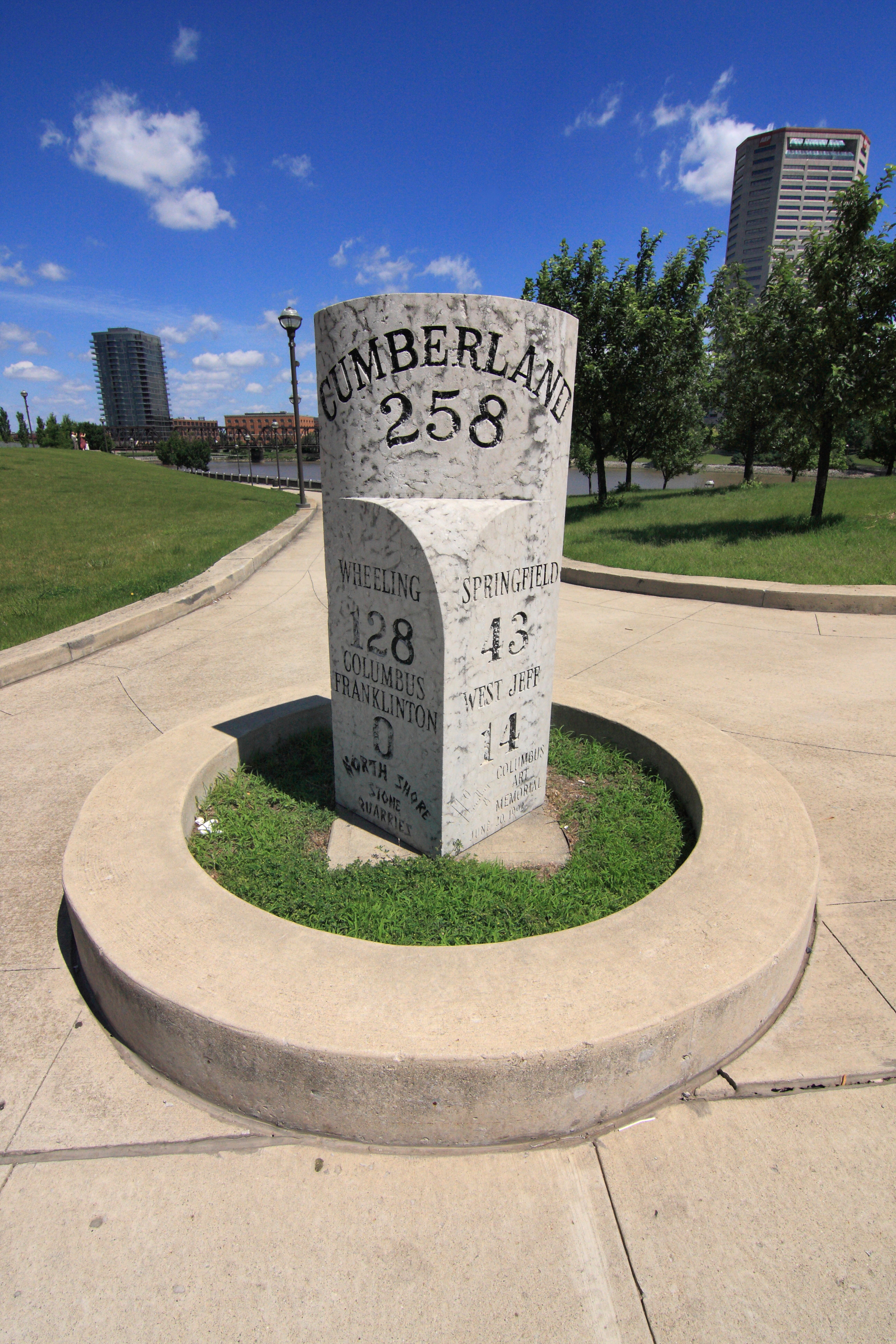
Колумбус, Огайо, США
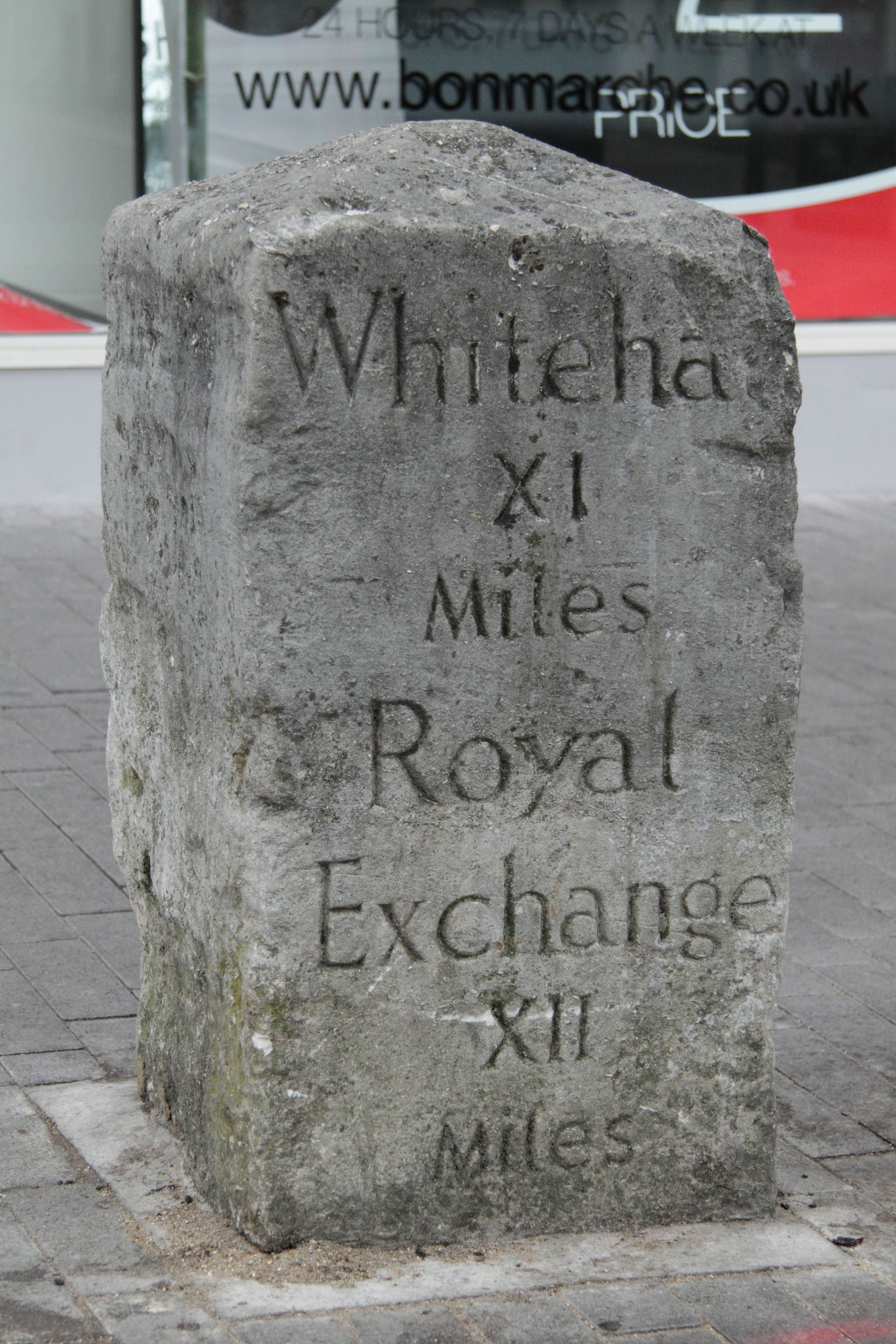
Лондон, Англія, Велика Британія
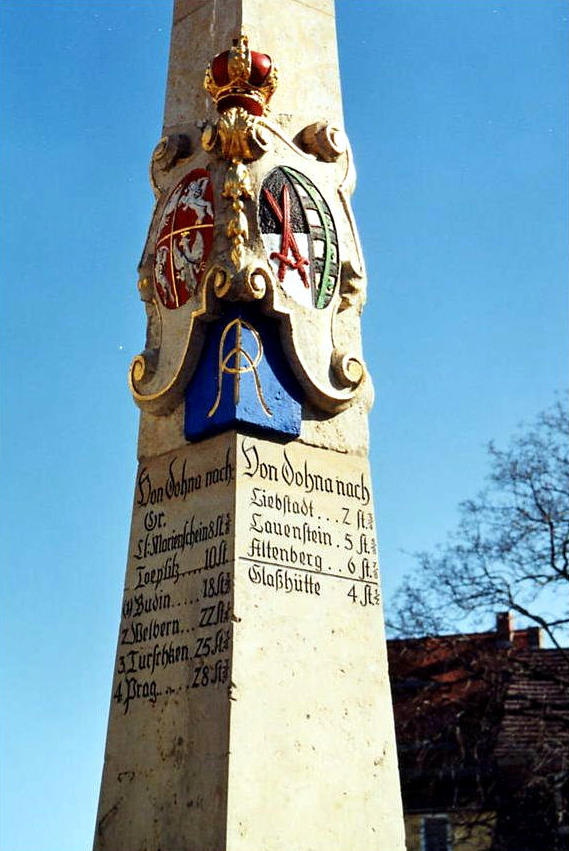
Саксонський поштовий стовп[de] у Доні, Саксонія, Німеччина
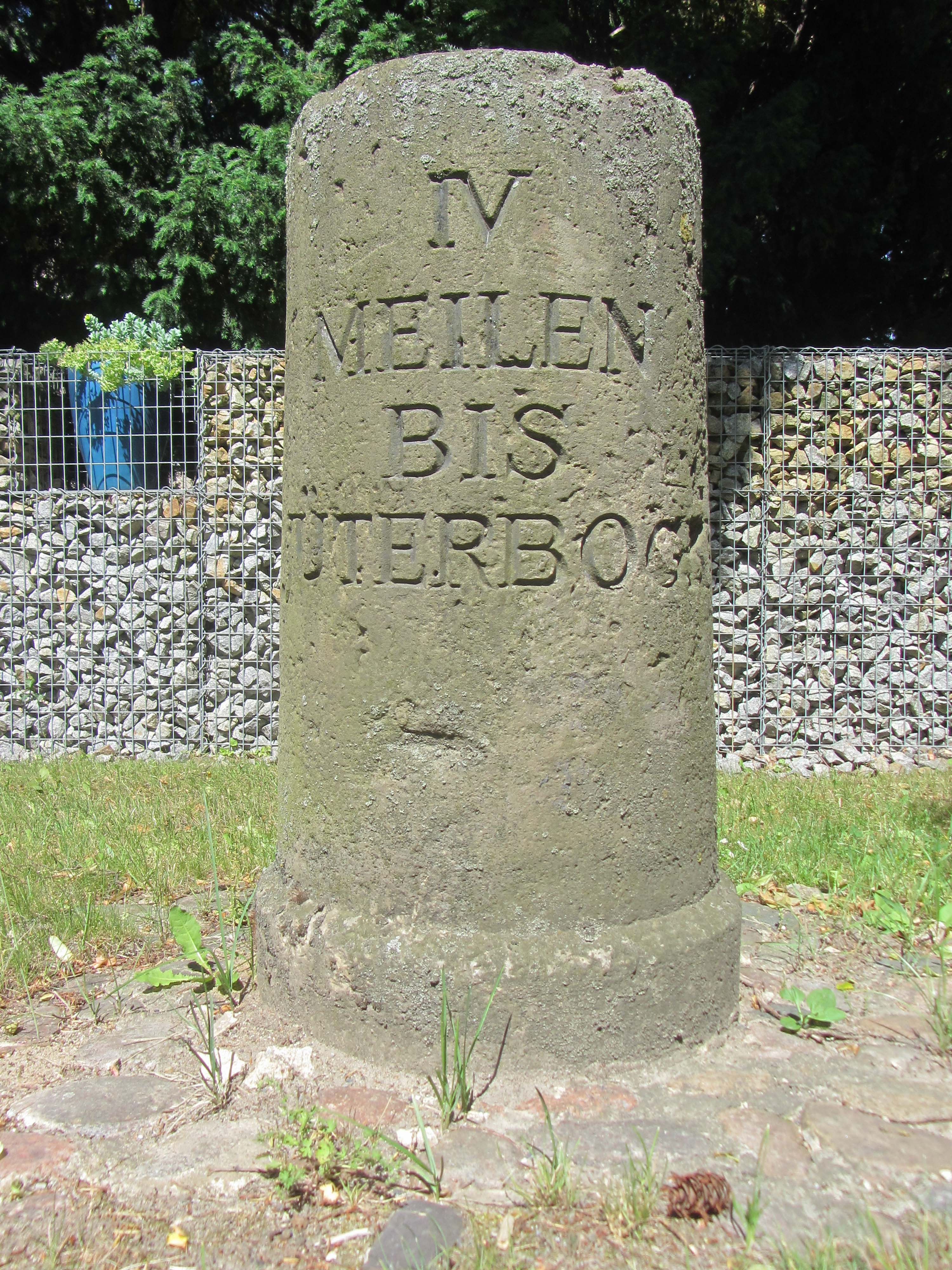
Даме, Бранденбург, Німеччина
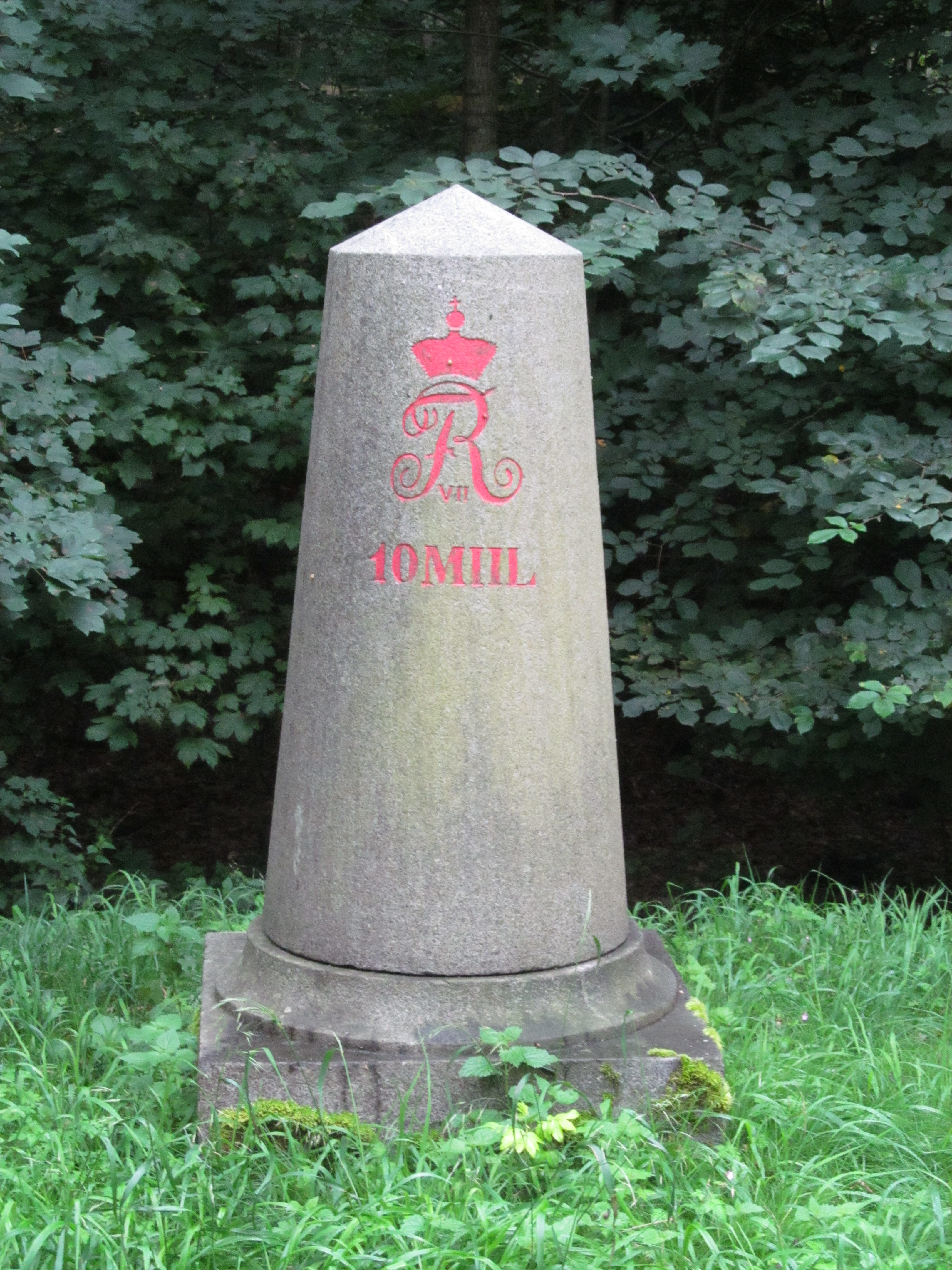
Сканнерборг, Данія
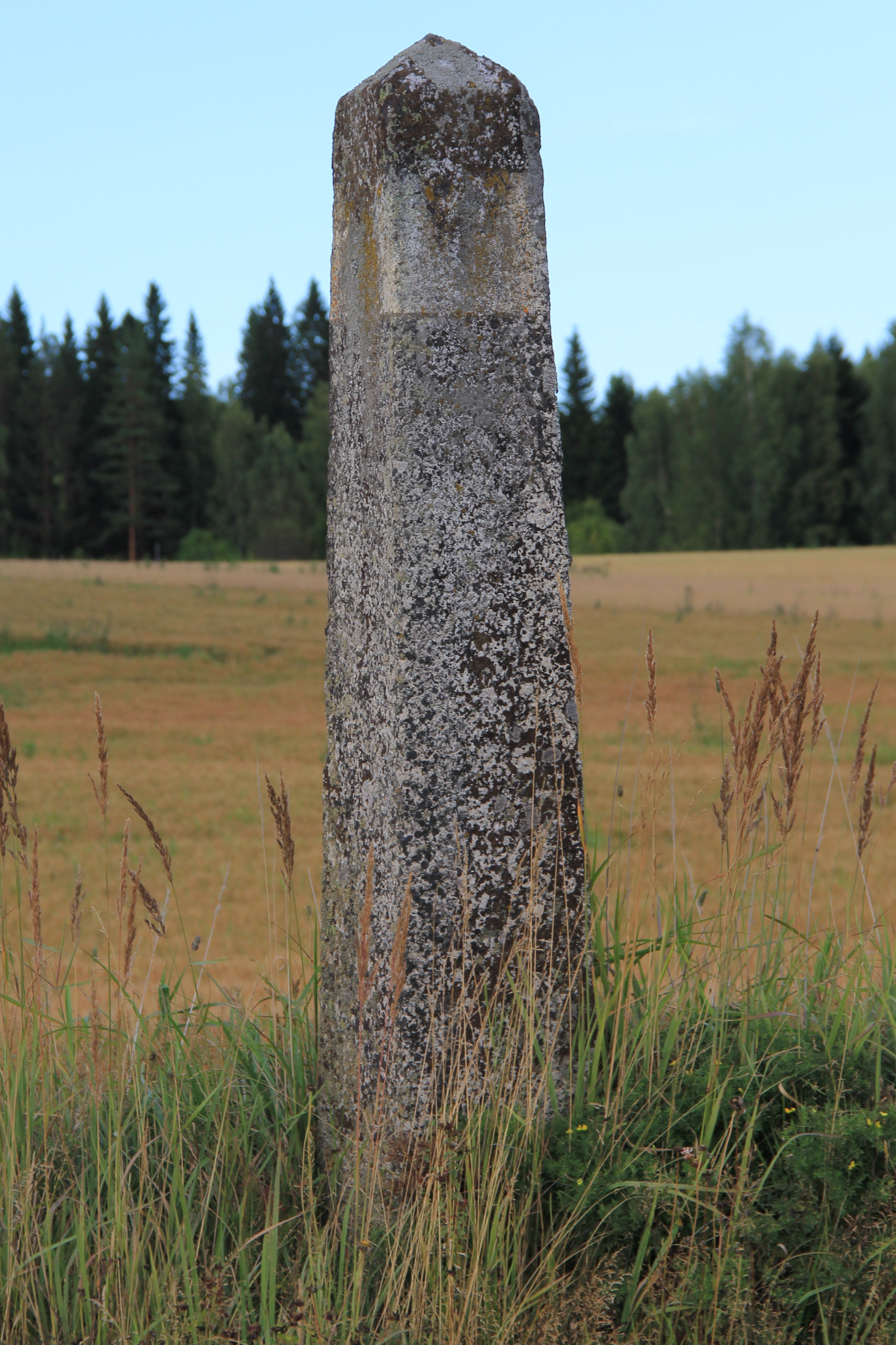
Еенекоскі, Фінляндія
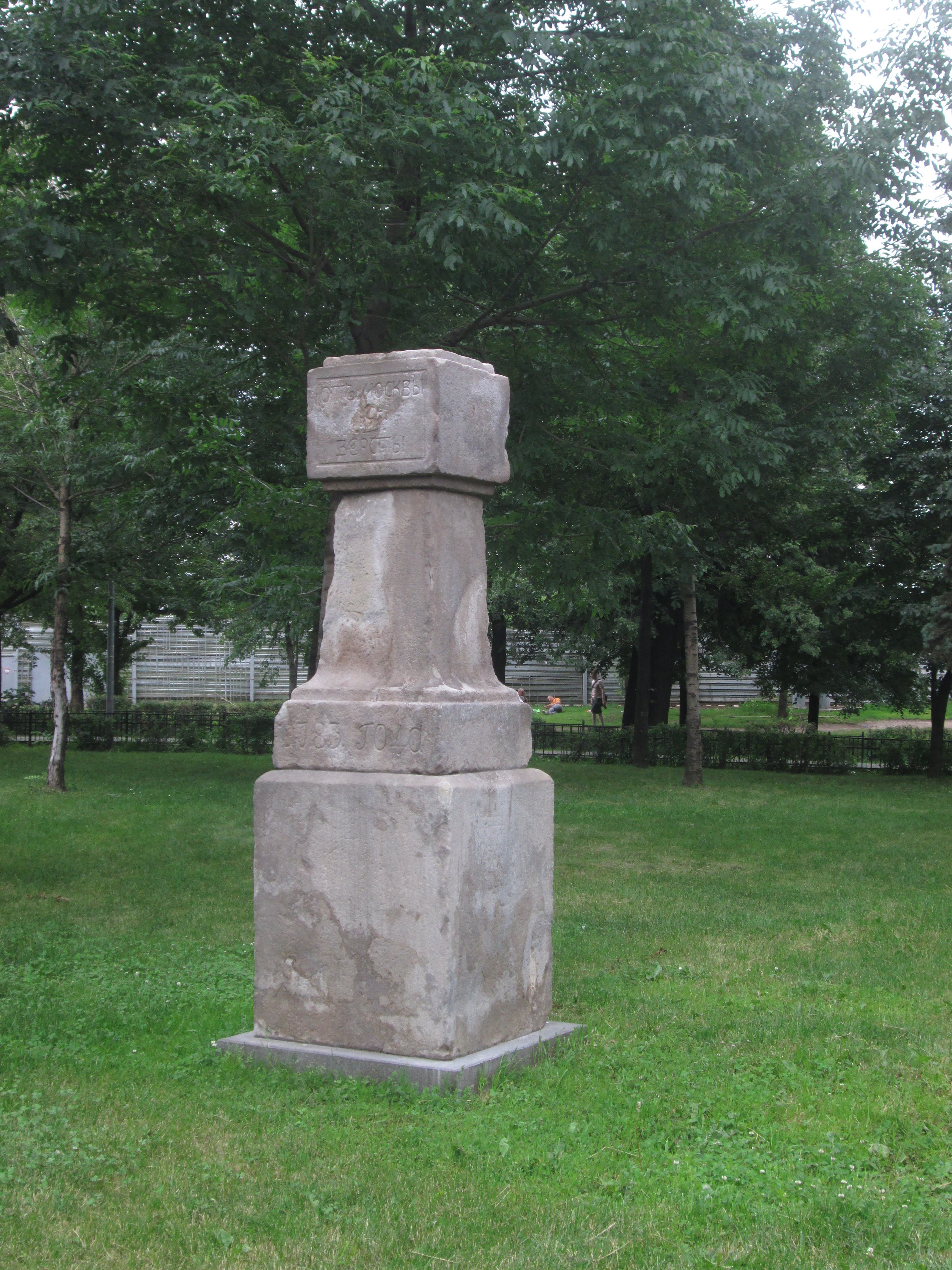
Москва, Росія
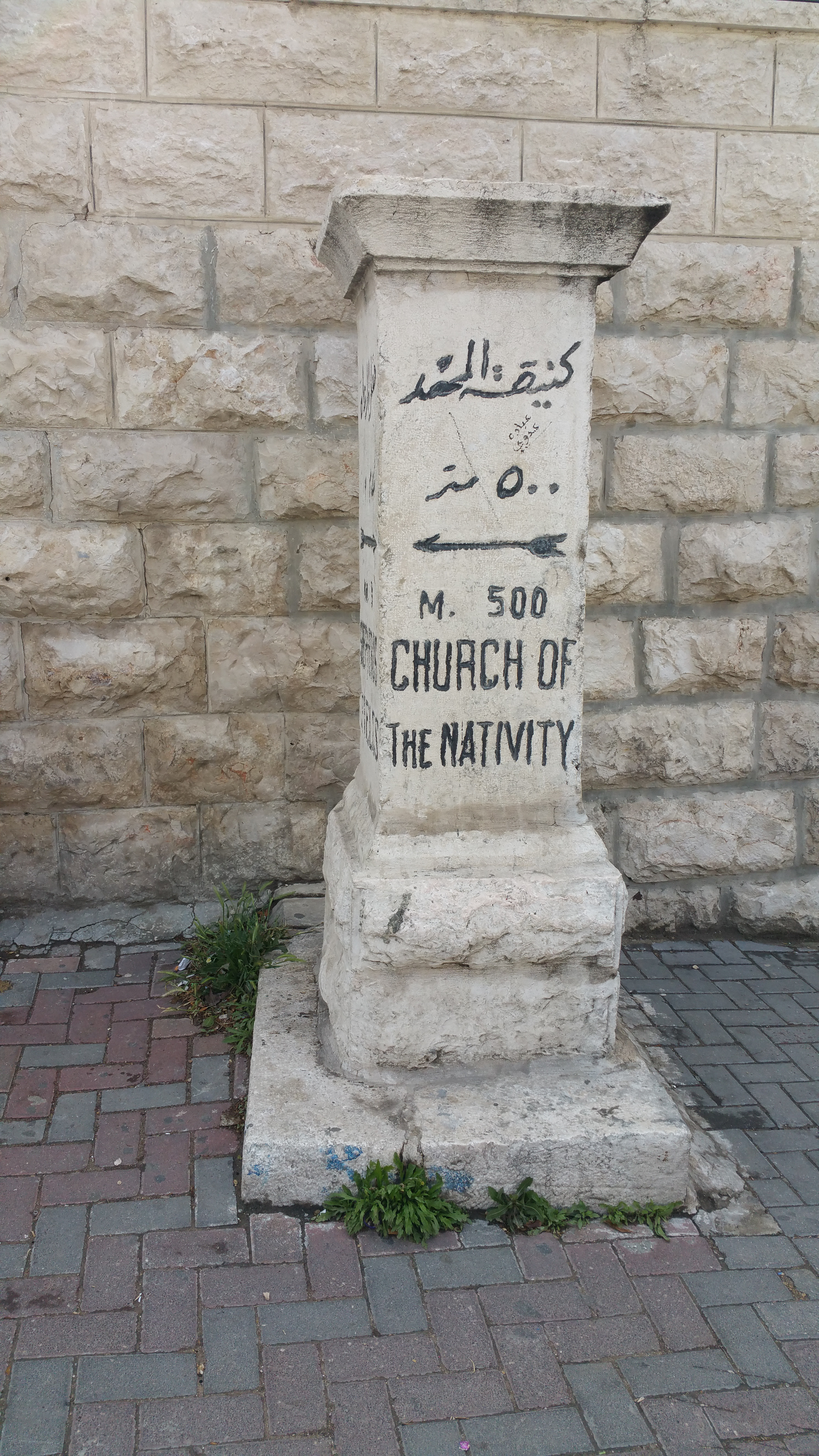
Вифлеєм, Ізраїль
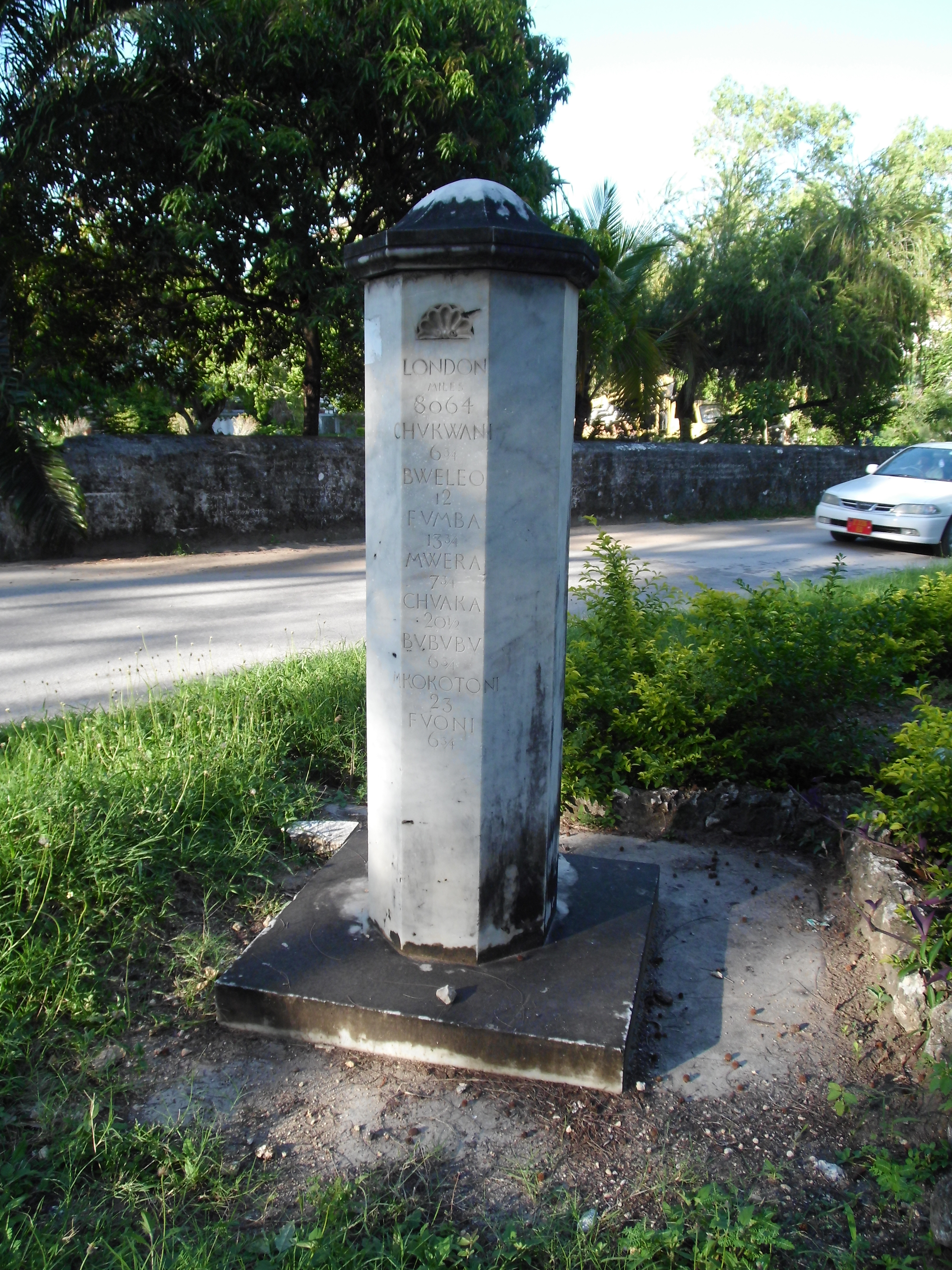
Занзібар, Танзанія
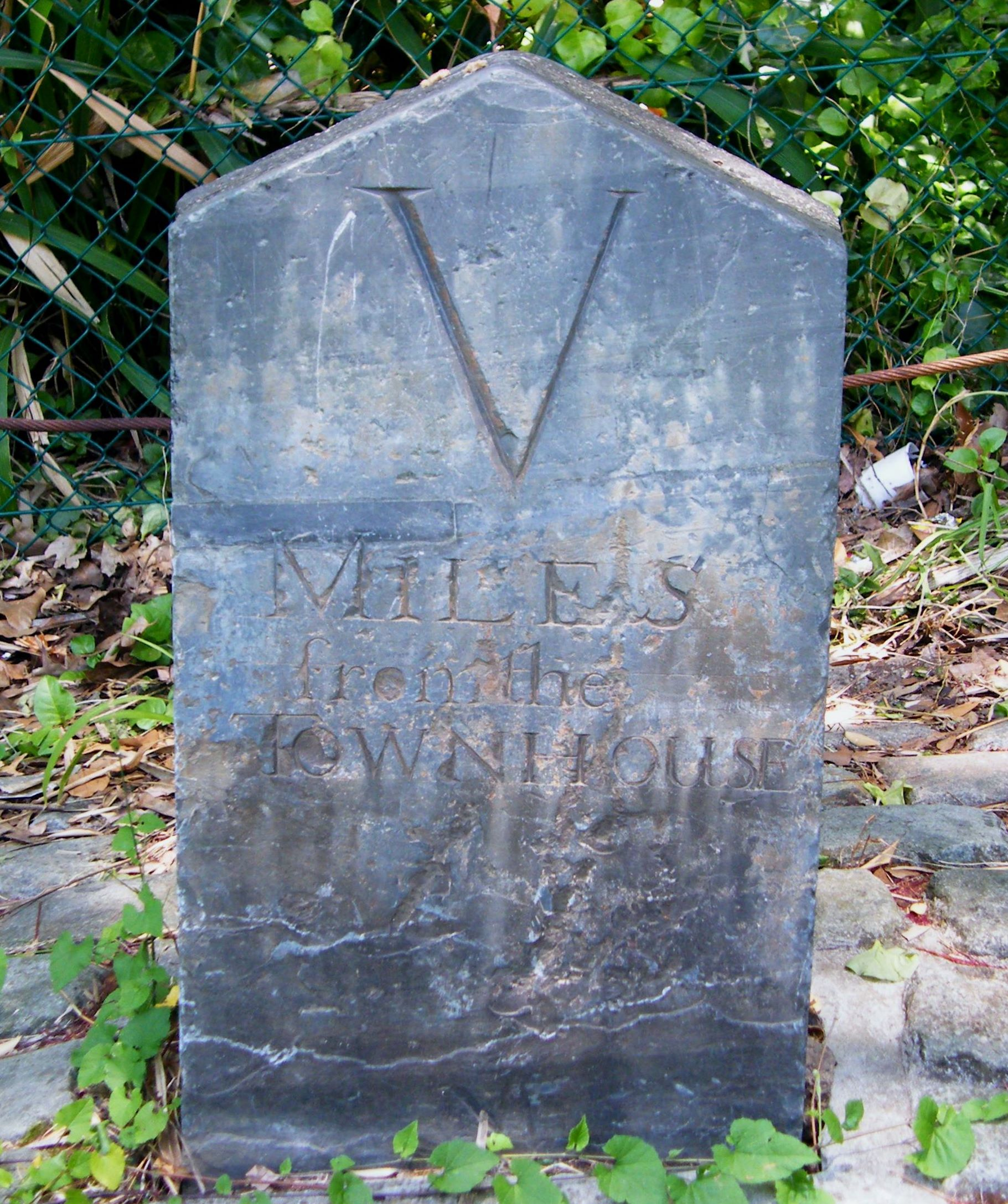
Кейптаун, ПАР
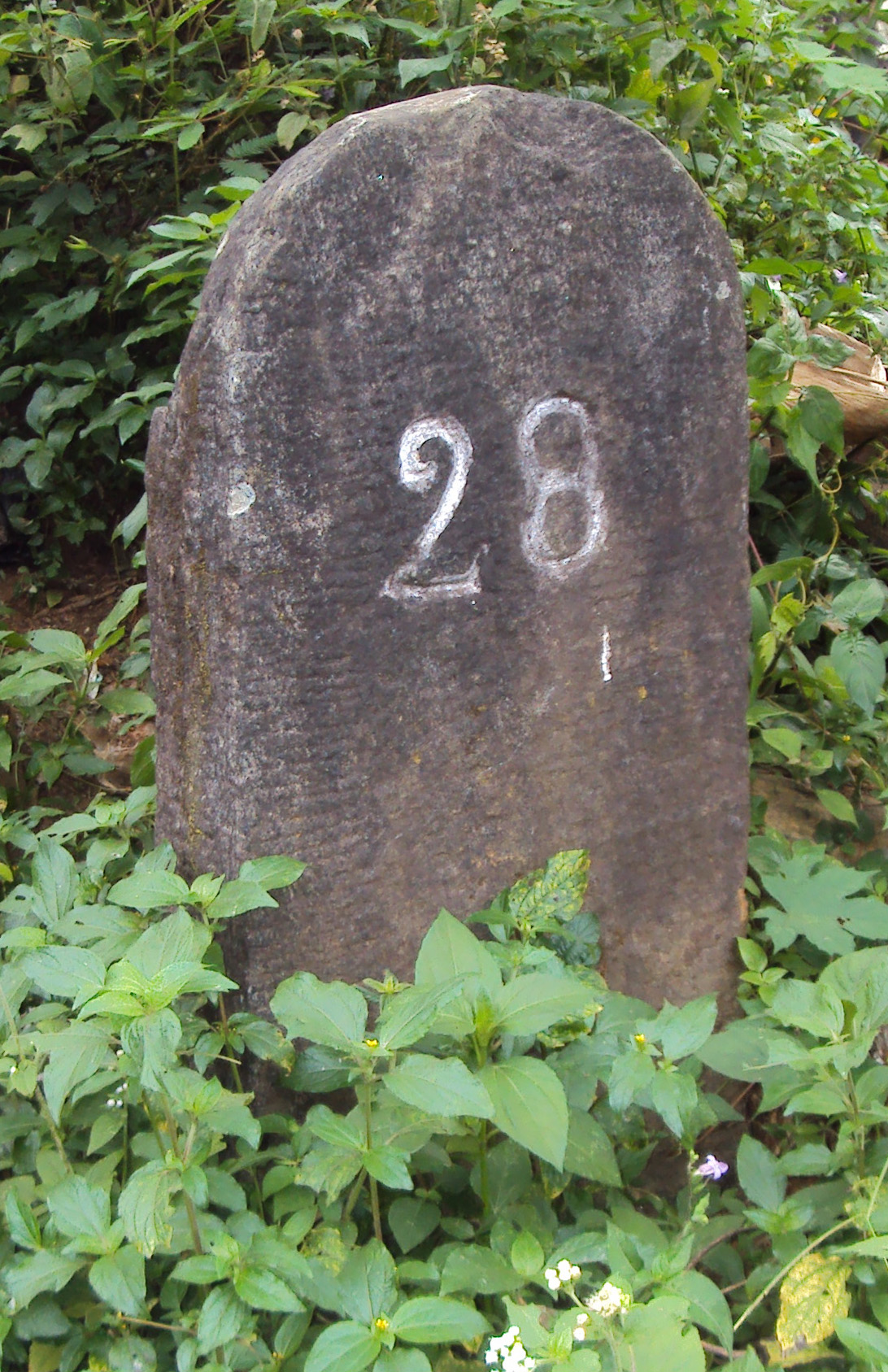
Керала, Індія
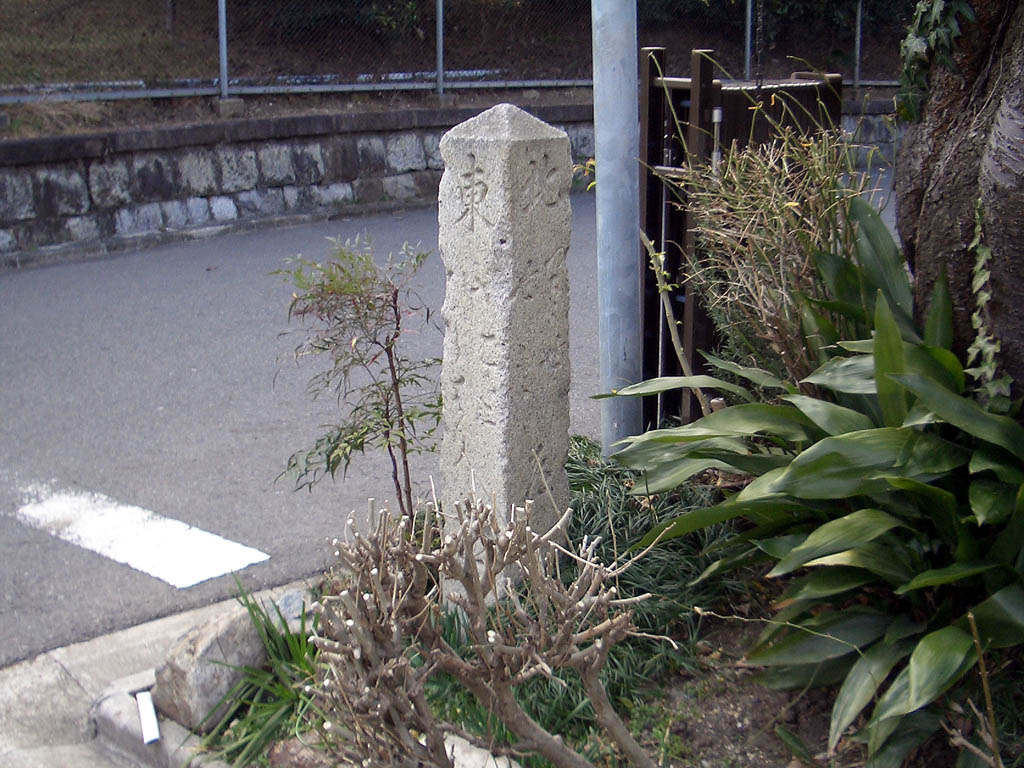
Район Тікуса, Нагоя, Японія